# Lagoa Vermelha (ort)
Lagoa Vermelha är en ort i Brasilien.   Den ligger i kommunen Lagoa Vermelha och delstaten Rio Grande do Sul, i den södra delen av landet, 1 400 km söder om huvudstaden Brasília. Lagoa Vermelha ligger 793 meter över havet och antalet invånare är 24 445.
Terrängen runt Lagoa Vermelha är platt, och sluttar norrut. Det finns inga andra samhällen i närheten.
I omgivningarna runt Lagoa Vermelha växer huvudsakligen savannskog. Runt Lagoa Vermelha är det ganska tätbefolkat, med 65 invånare per kvadratkilometer.